# نخل تقي

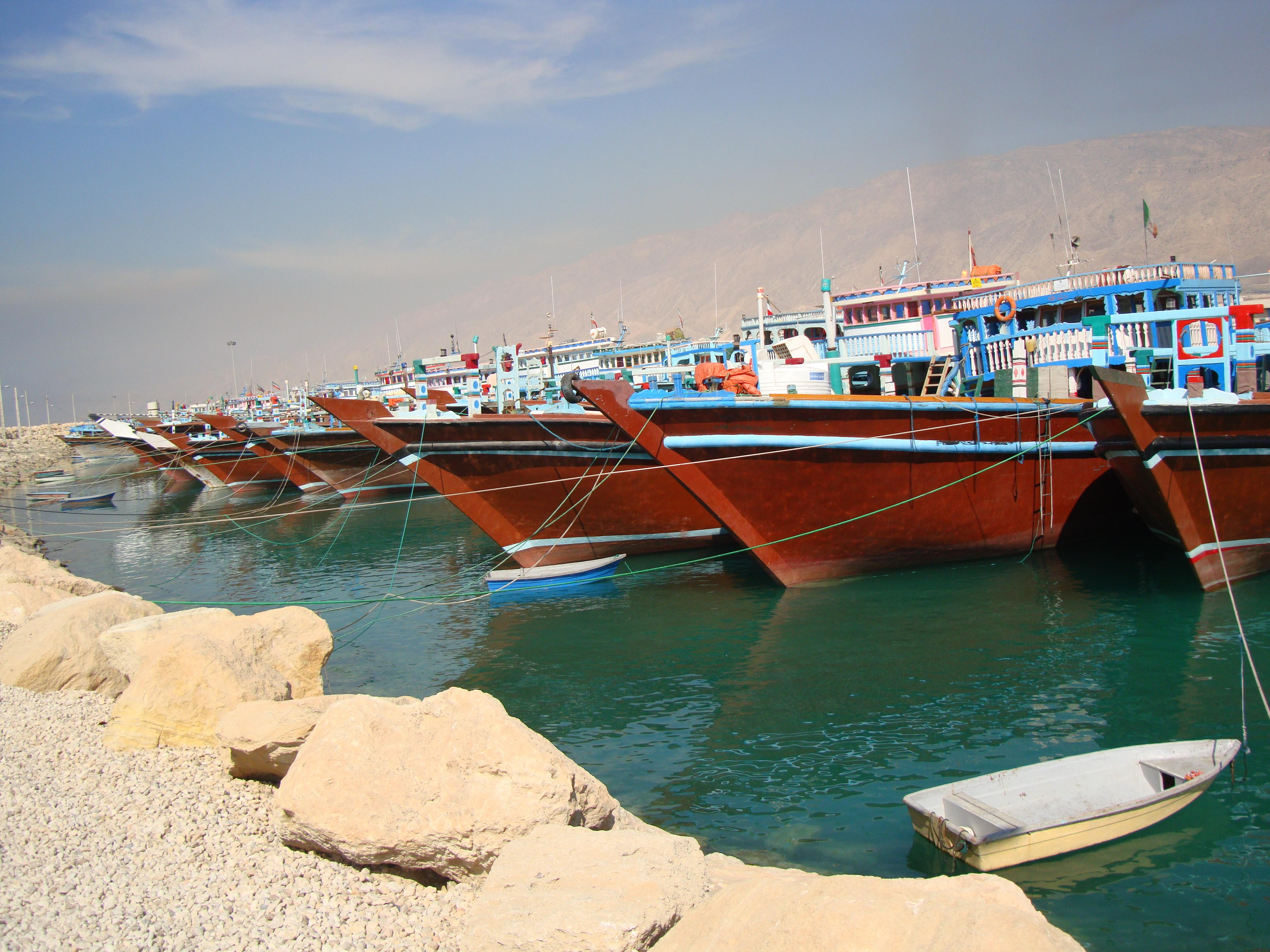
ساحل میناء نخل تقي

مدينة أو میناء نخل تقي تقع في جنوب ساحل الخليج وهم اصل عرب من شبه الجزيرة العربية.نخل تقي تقع في إيران جنوب ساحل الخليج العربي. مدينة نخل تقي في مقاطعة عسلوية من محافظة بوشهر.
سكانها هم من العرب السنة من قبلية بني خالد النصوريين "النصور... سميت بنخل تقي بعد تعرض هذه القرية لقصف من قبل القزاق الذي أجبر سكانها على الهجرة أبان كشف الحجاب إلى ضواحيها. البيشة وشير مصباح (شجر مصباح) الذي يقع في غرب القرية وفي تلك الأثنا ء بقى فيها شخصٌ صالح ومتقي جداً وحوله من النخيل وعندما ارادوا الناس أن يسئلوا عن المكان الذي يعيشون فيه أعطوا مكان الرجل الصالح والمتقي حيث اكتسب المكان والصفة باسم نخل تقي وتغيرت من النعيمة إلى الاسم الجديد (نخل تقي) والأماكن المعروفة: تل الزايرة، نخل مصباح نخل عبودو، مطينة مصباح، مطينة الشرقية، الفرفار، اليبيل (الجبيل) الرحيّة، بنود مسعود، الخور، هيونة طوي الصغيّر، شير مصباح (شجرمصباح)، وادي المخازن، وادي الكبريت، طوي عمران، طوي القطن، تل كواخ، راس الشير (راس الشجر)، ديار العين، الجليعات، طوي بوجزة، وادي الرولة، وادي البرجة وغيره...

## مصادر الدخل

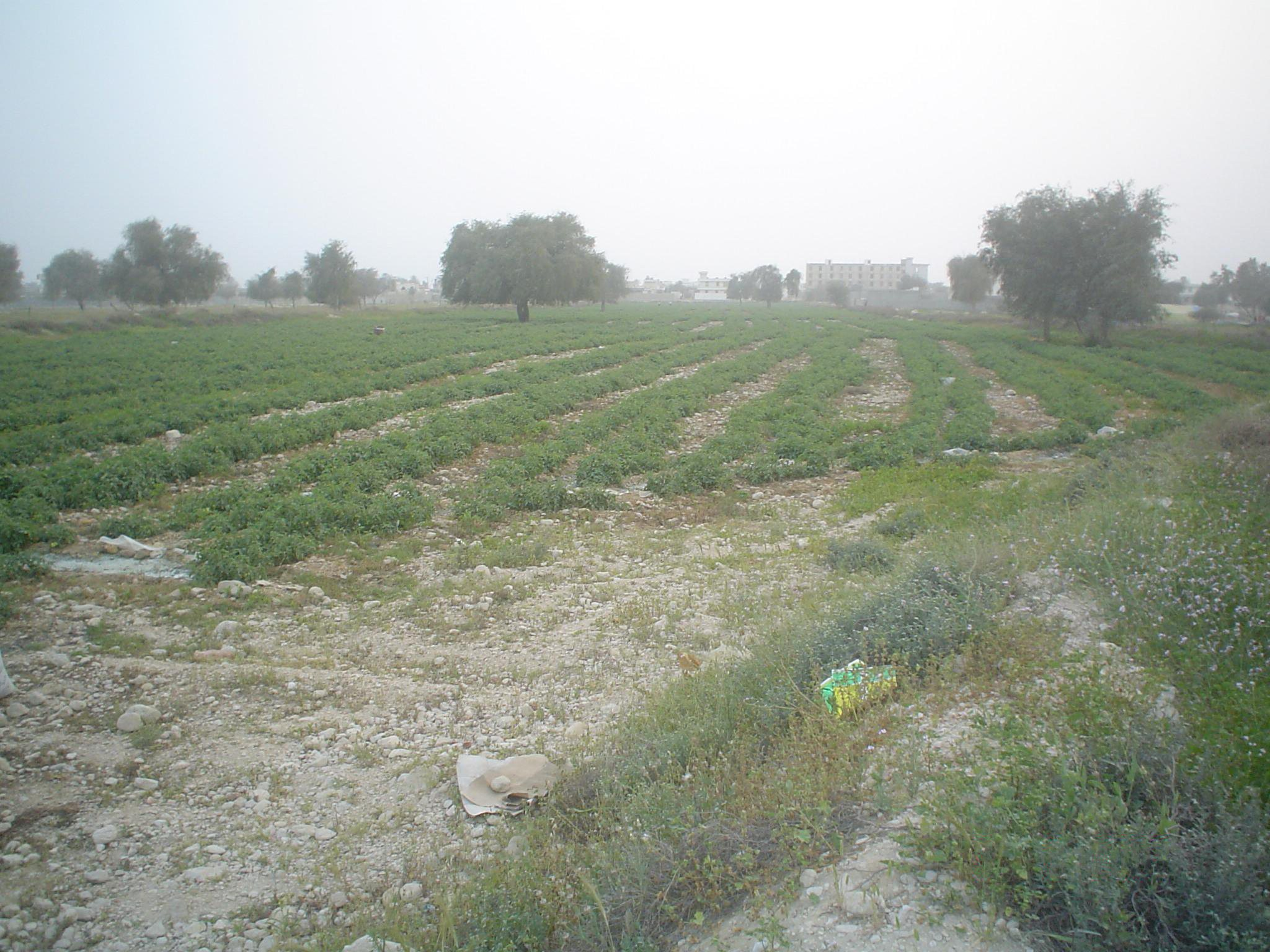
زراعت

## المساجد في نخل تقي

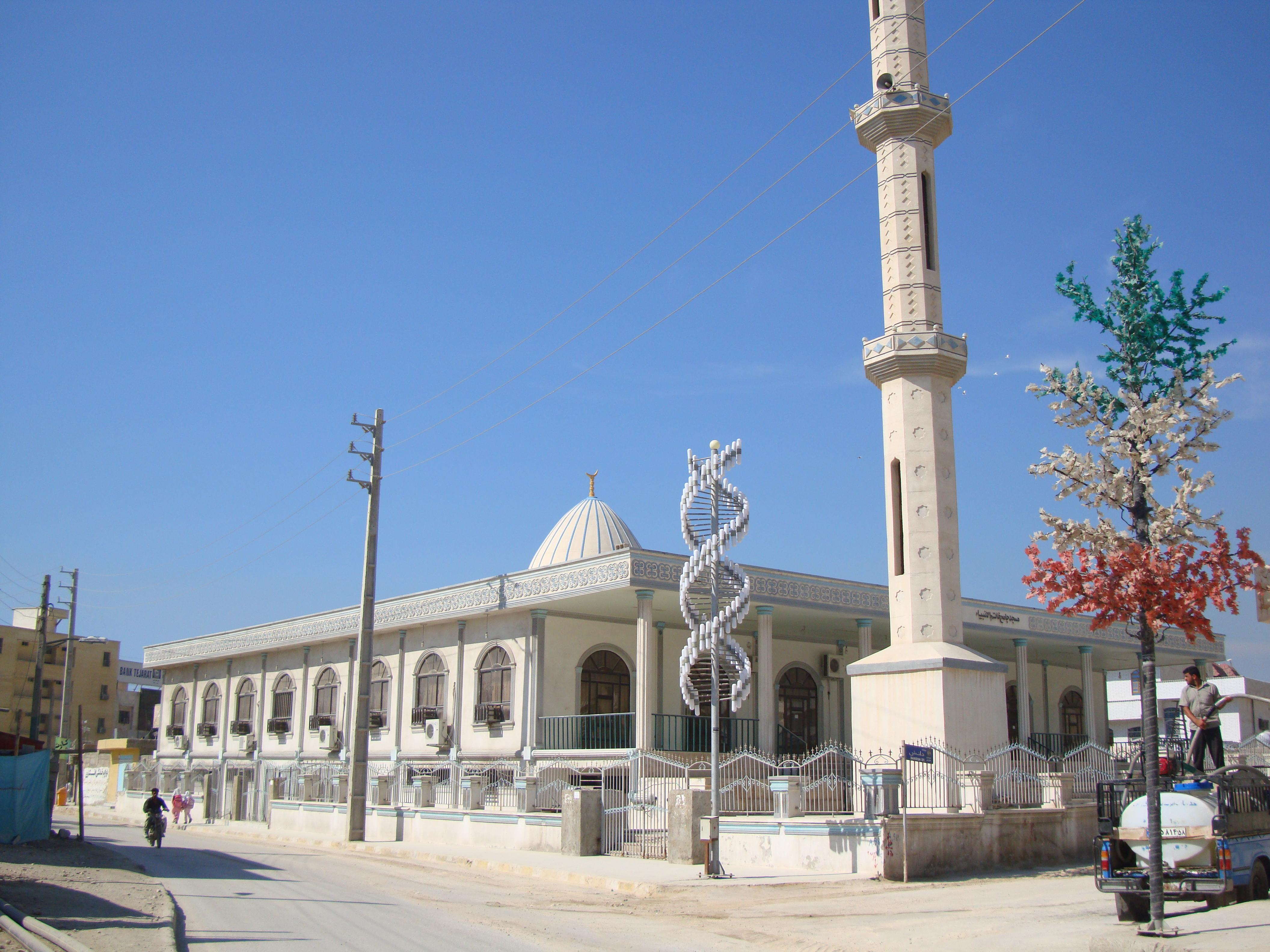
مسجد

## فرق كرة القدم

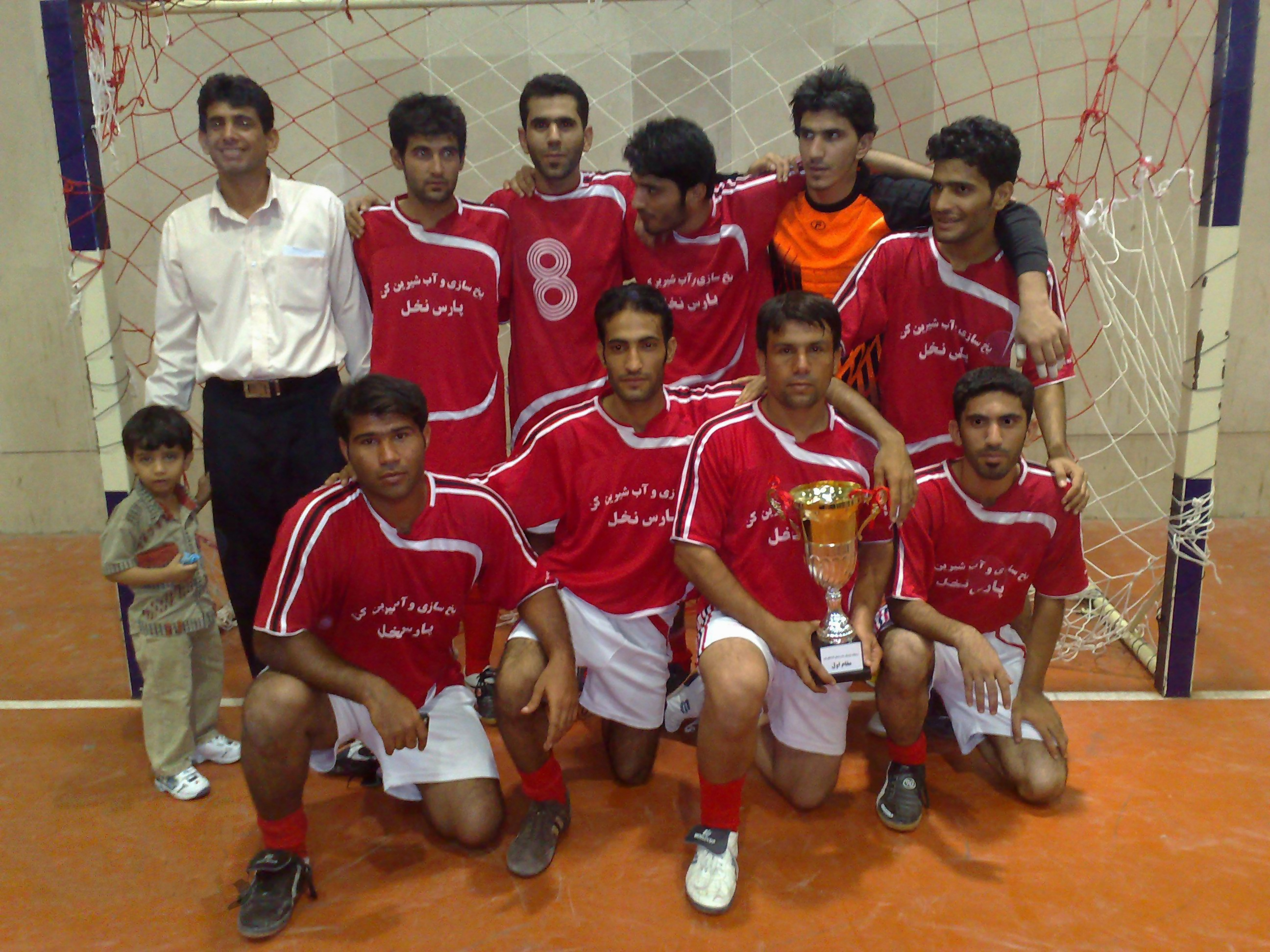
فریق ساحل

## صور متفرقة من نخل تقي

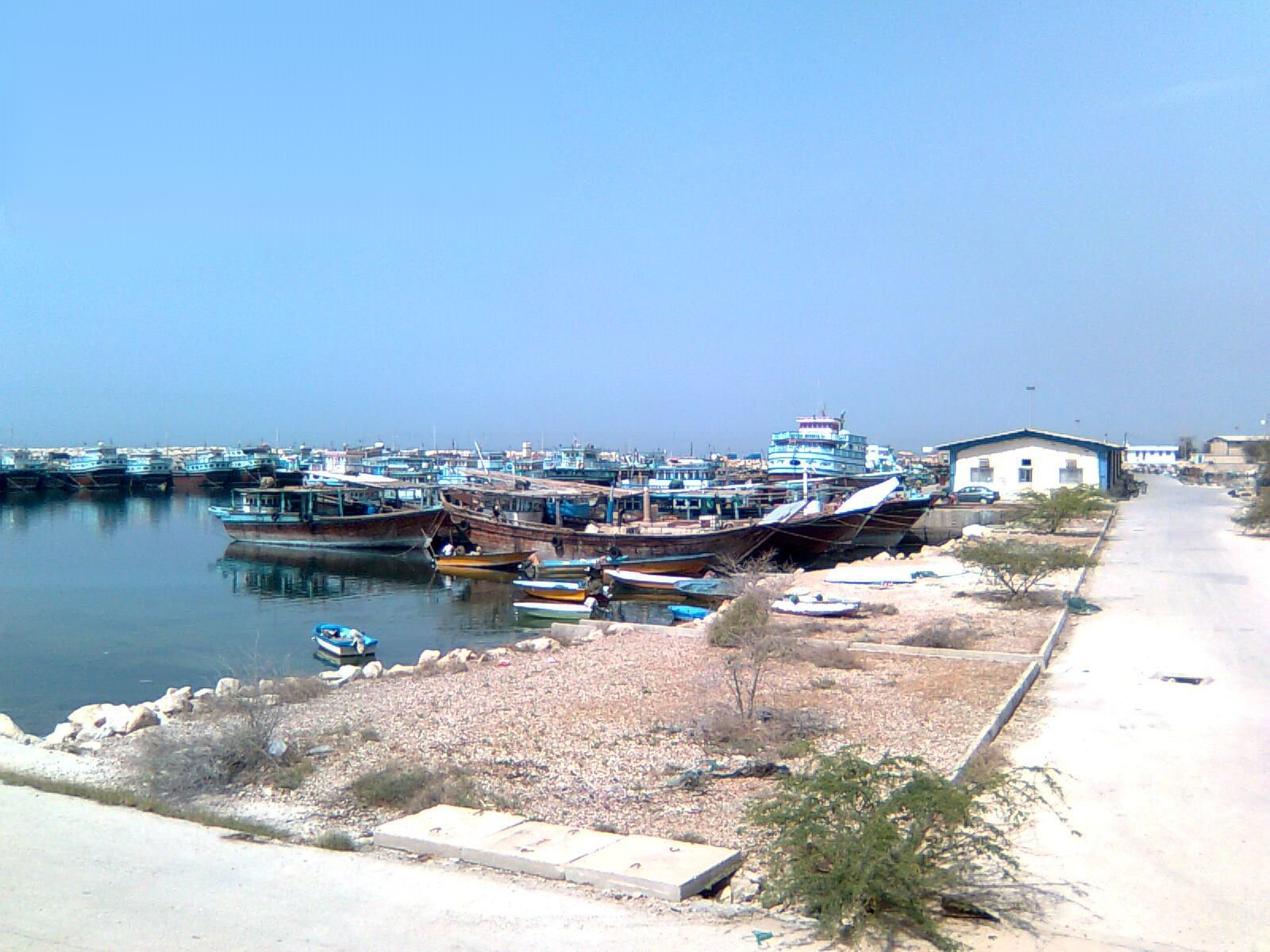
صید
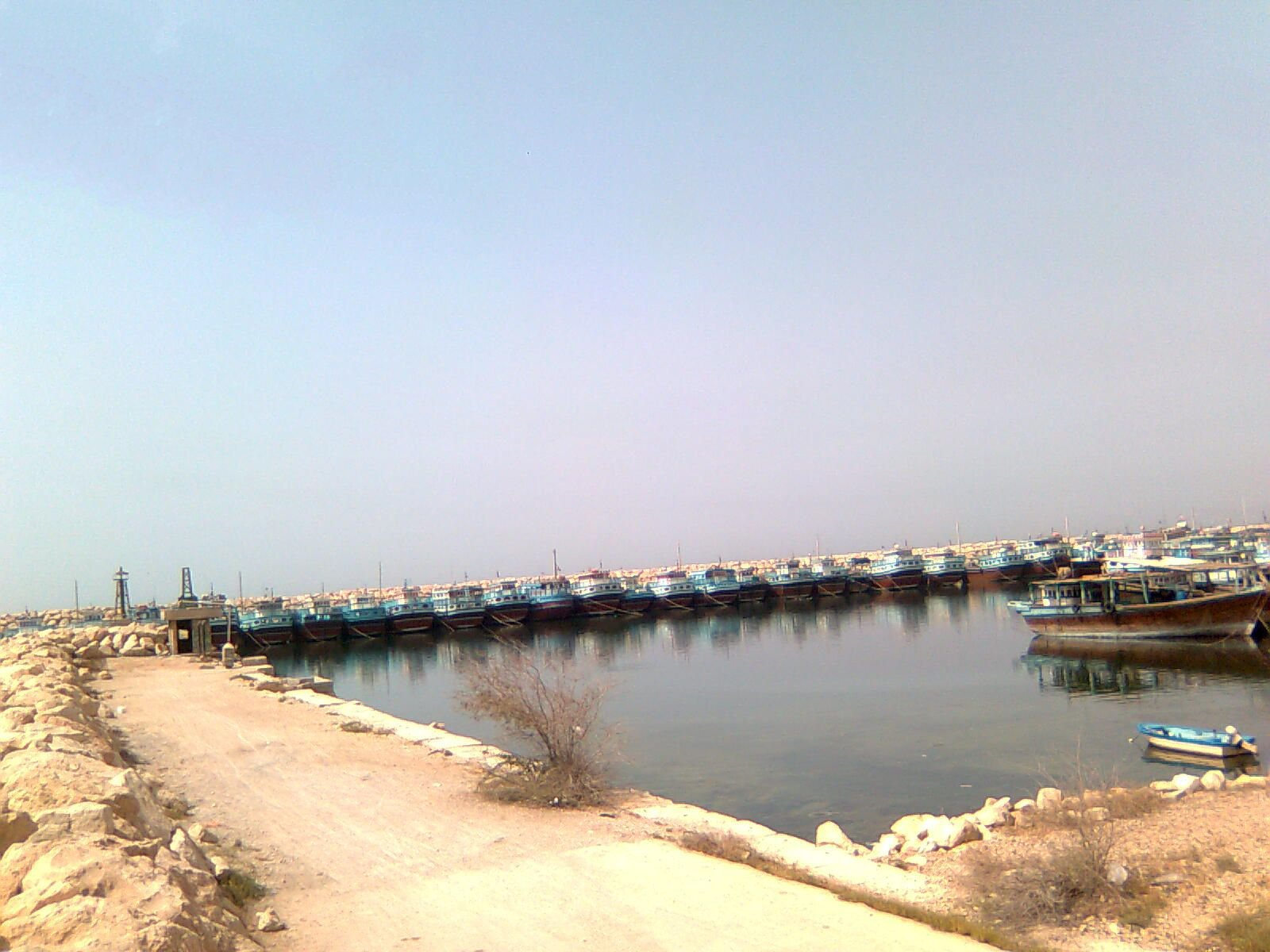
صید
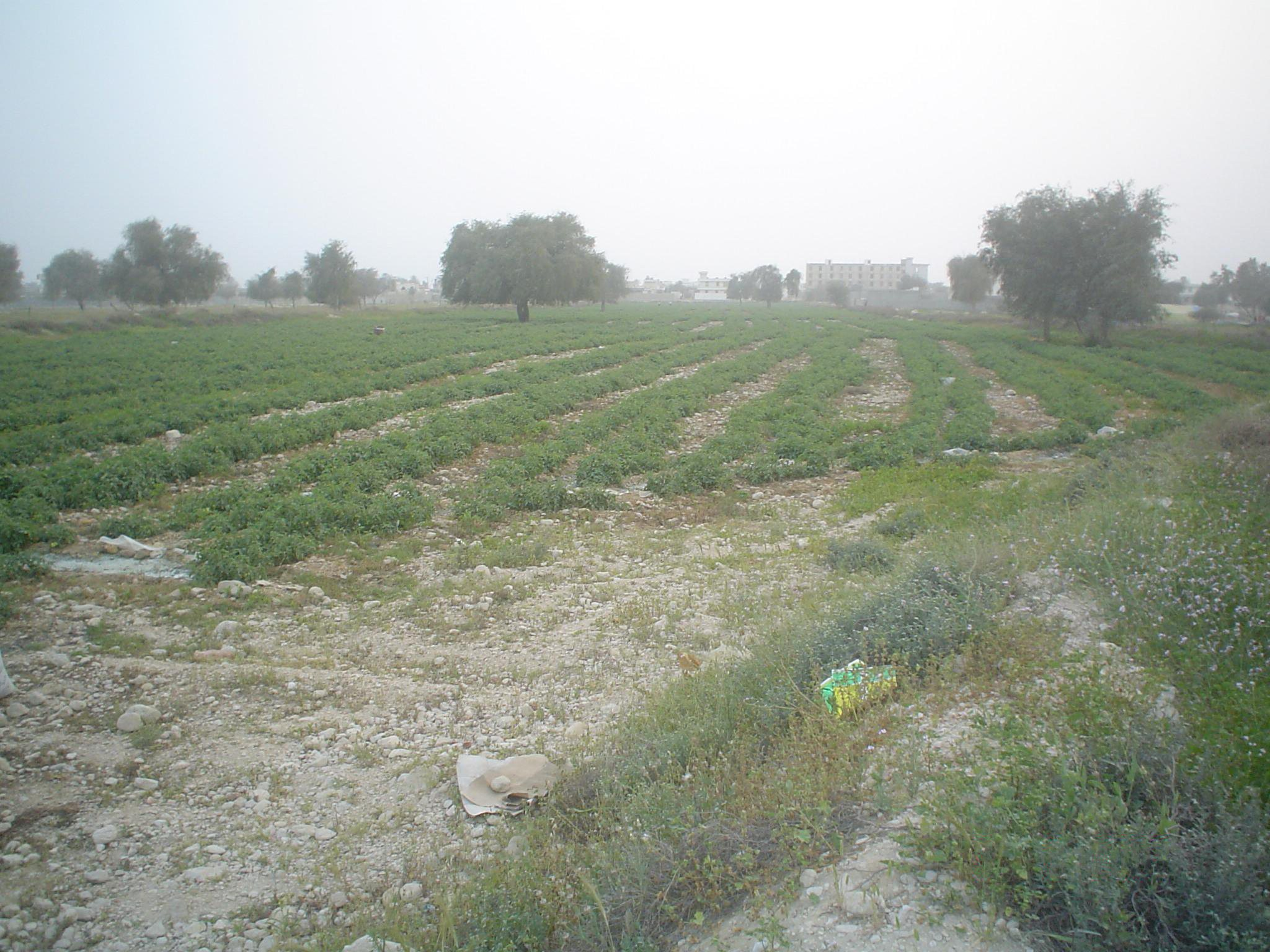
زراعة
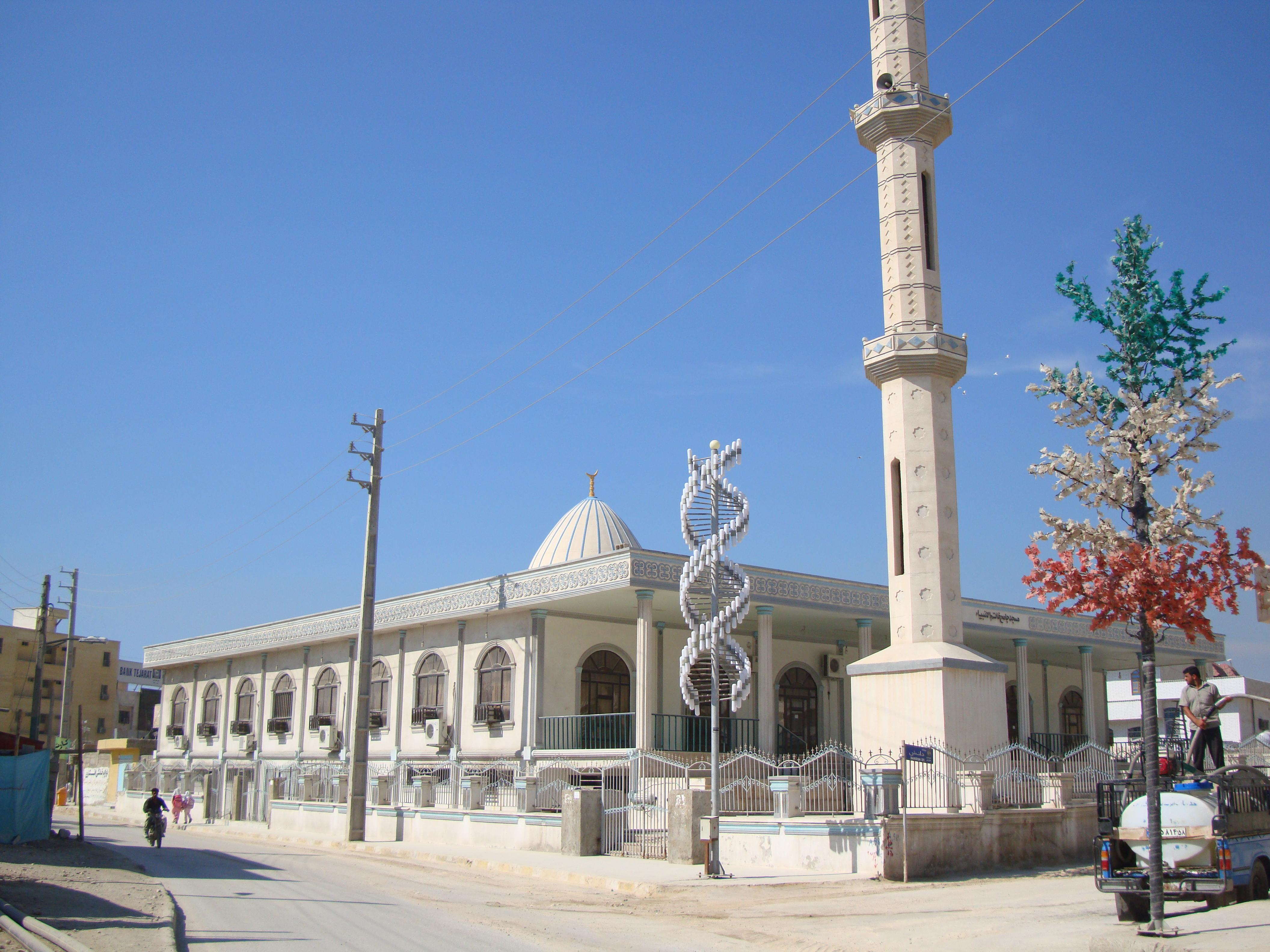
مسجد
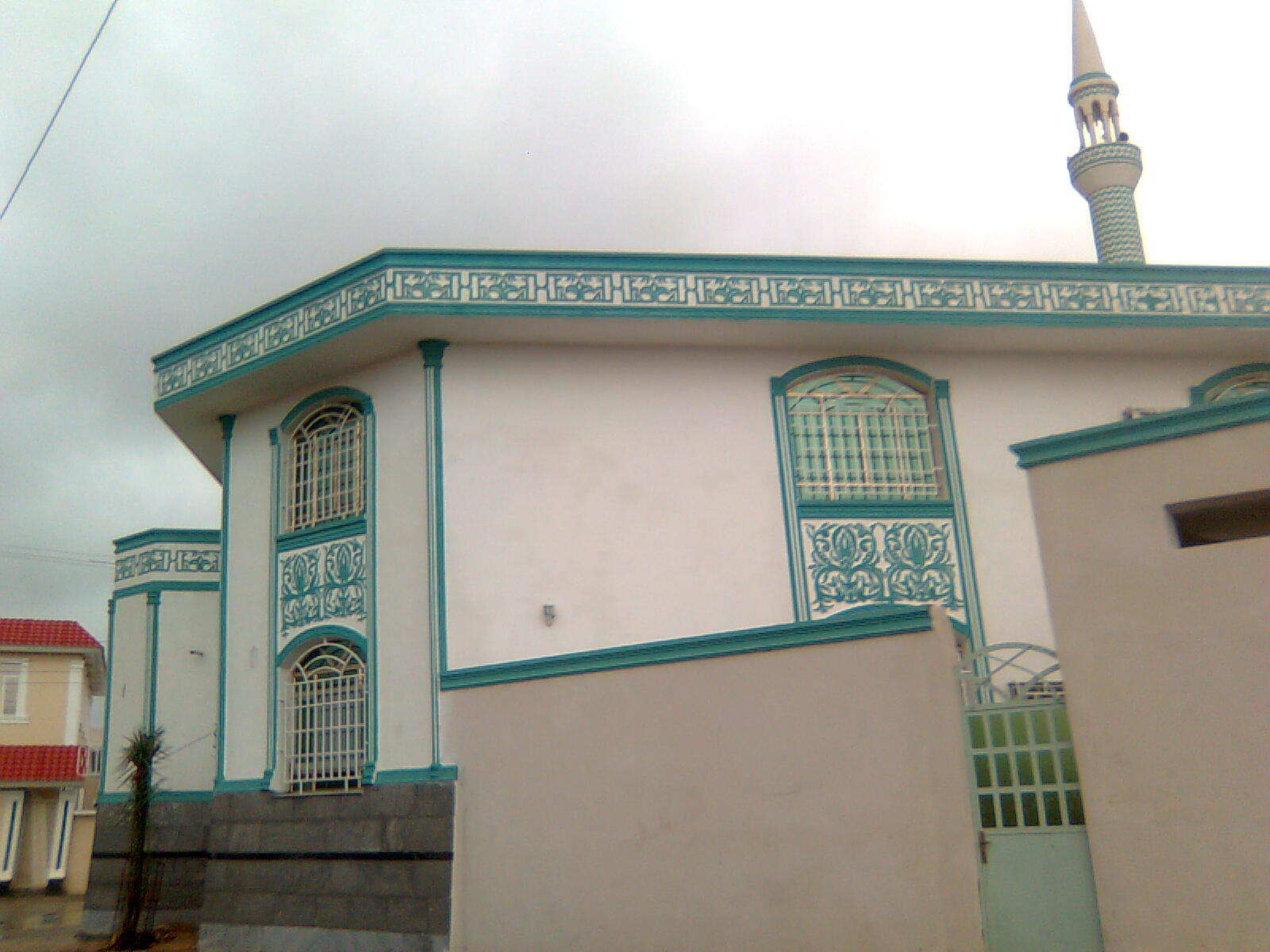
مسجد
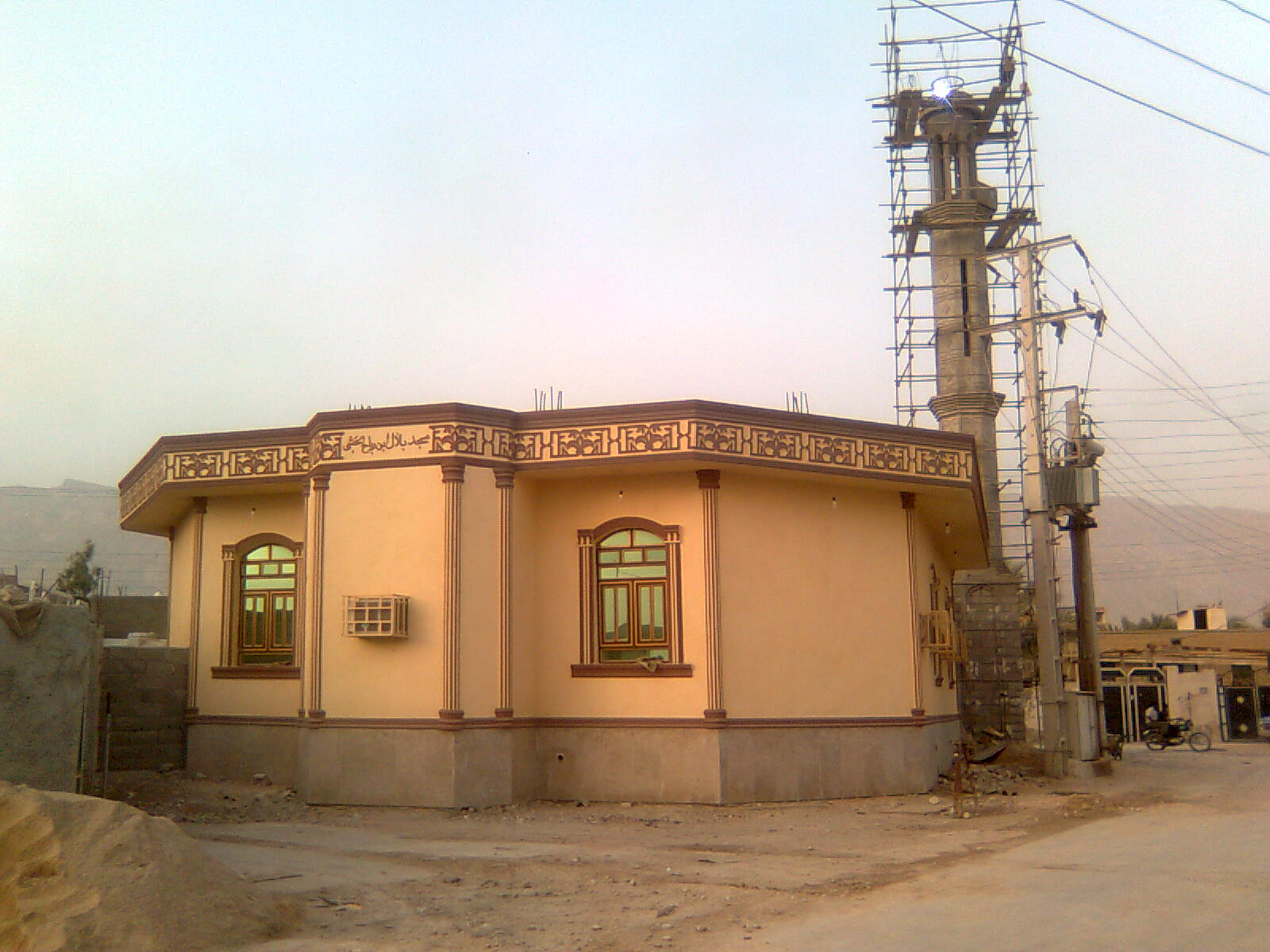
مسجد
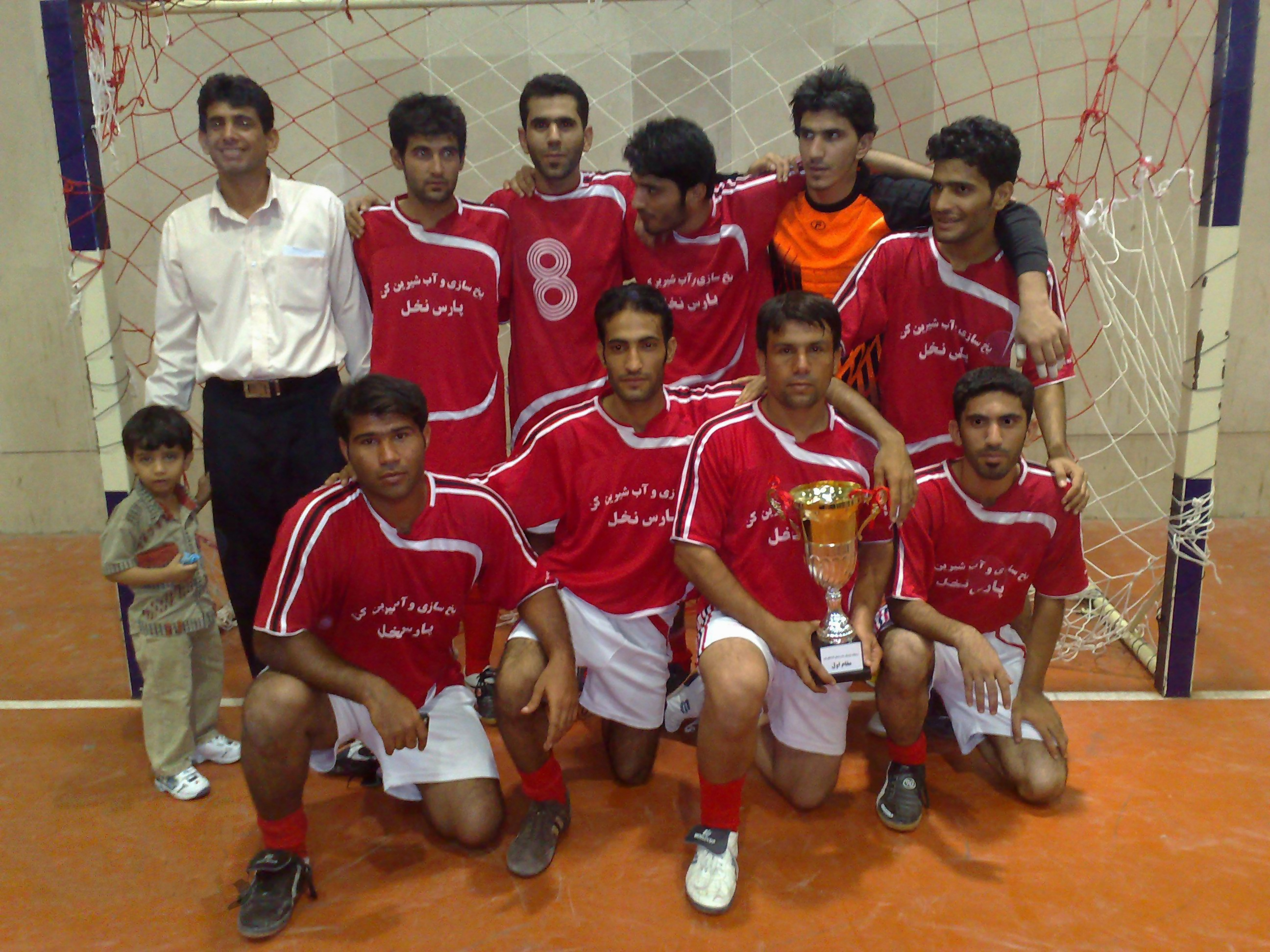
فریق ساحل
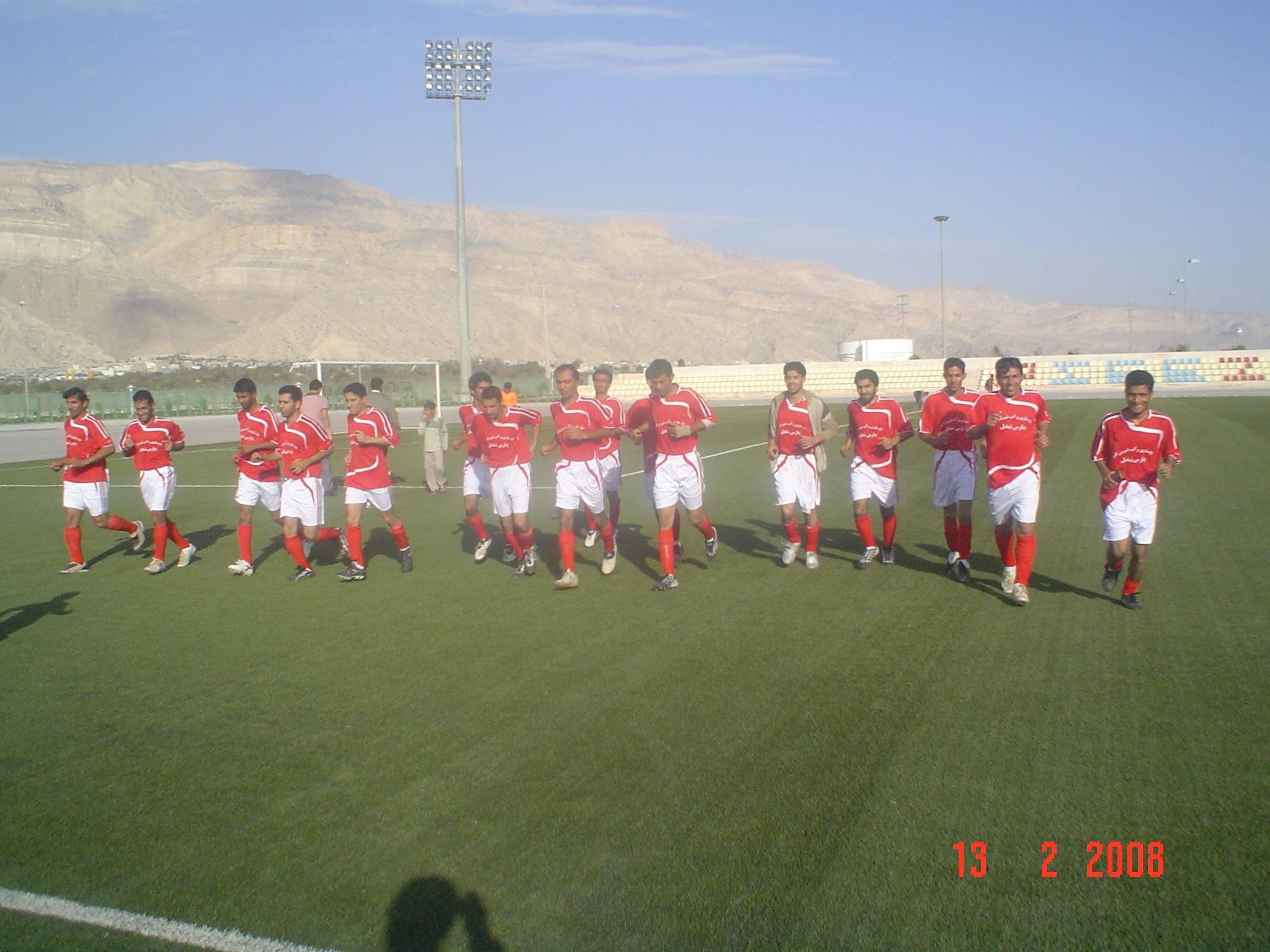
فریق ساحل
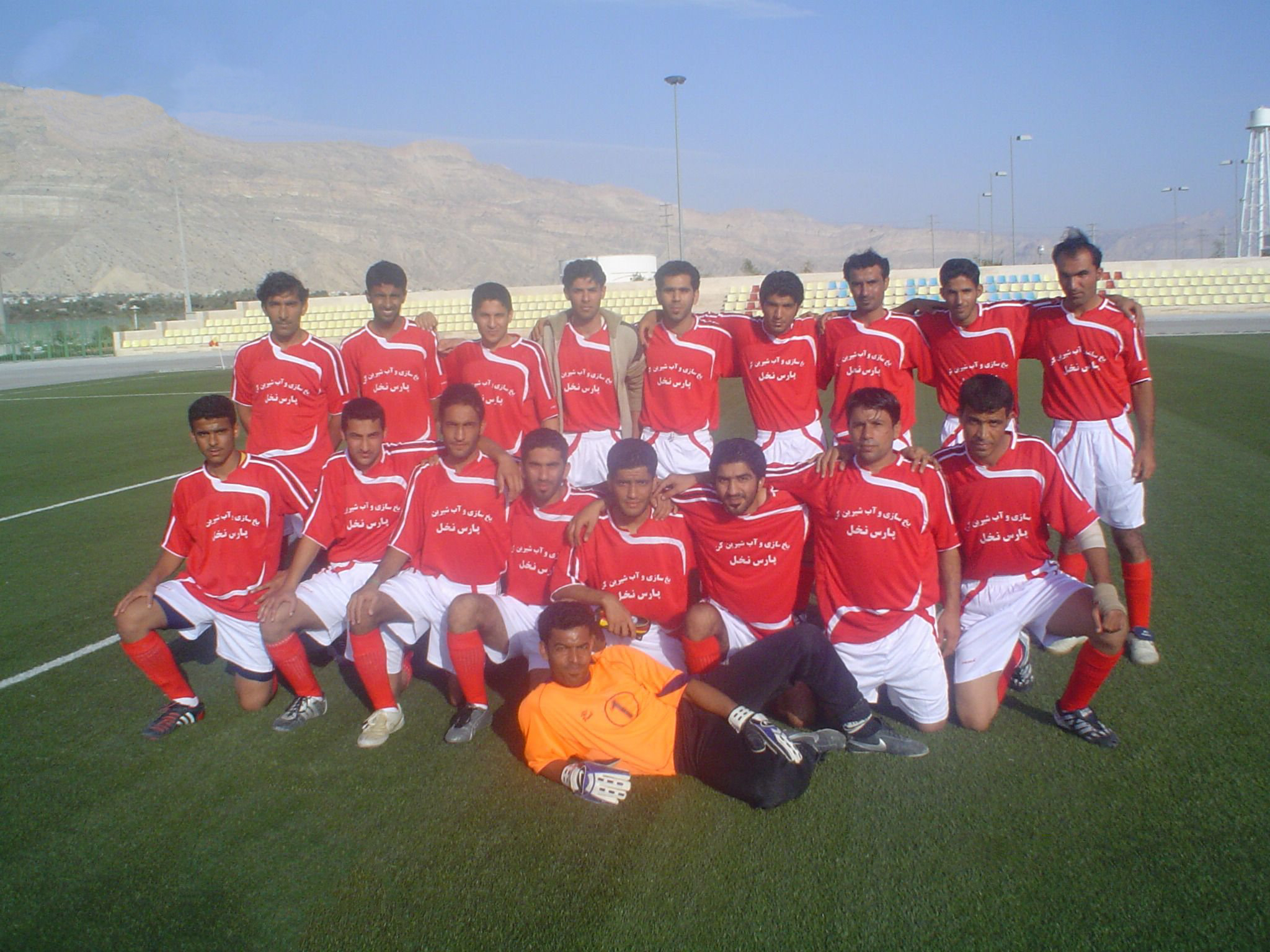
فریق ساحل
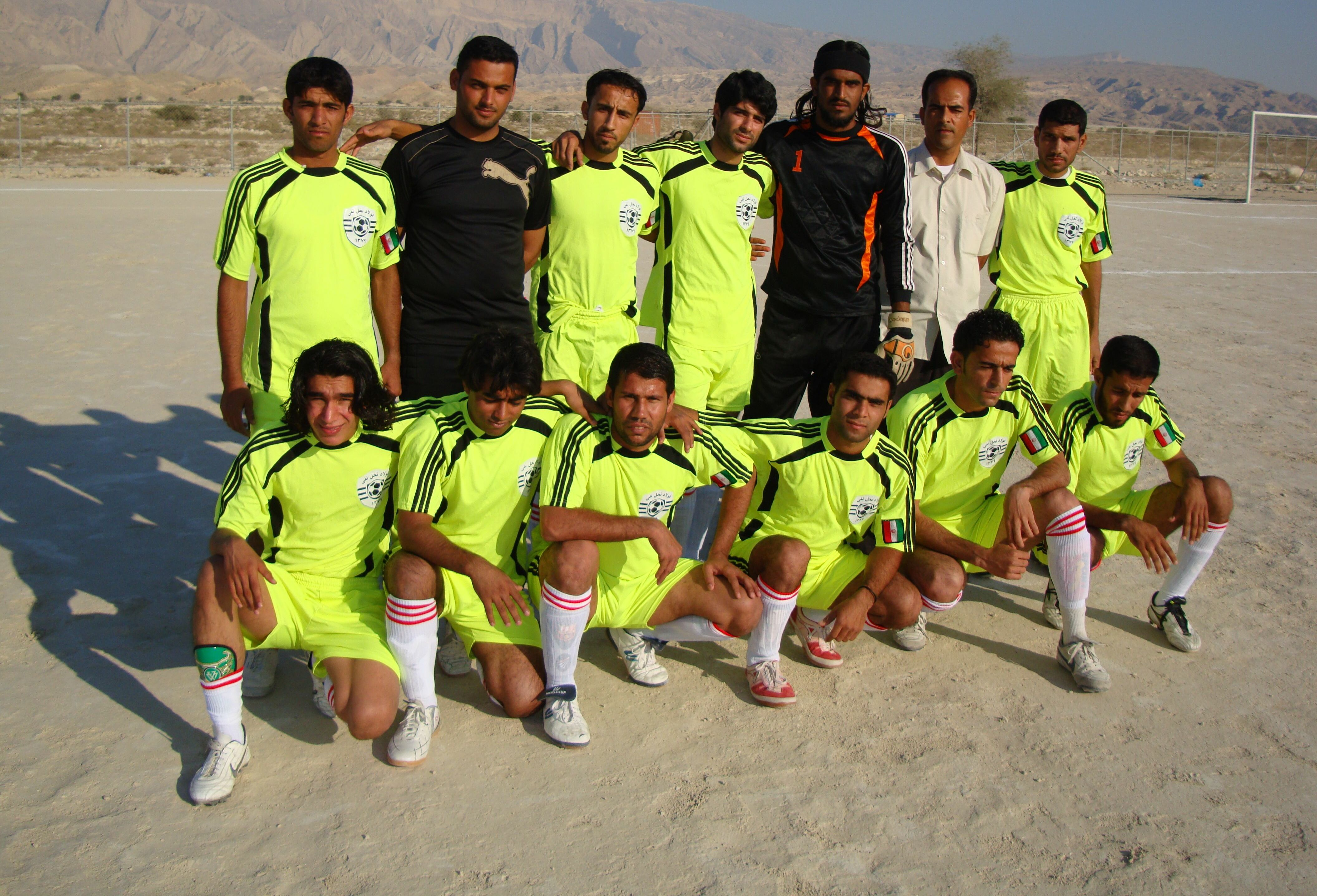
فریق فولاد
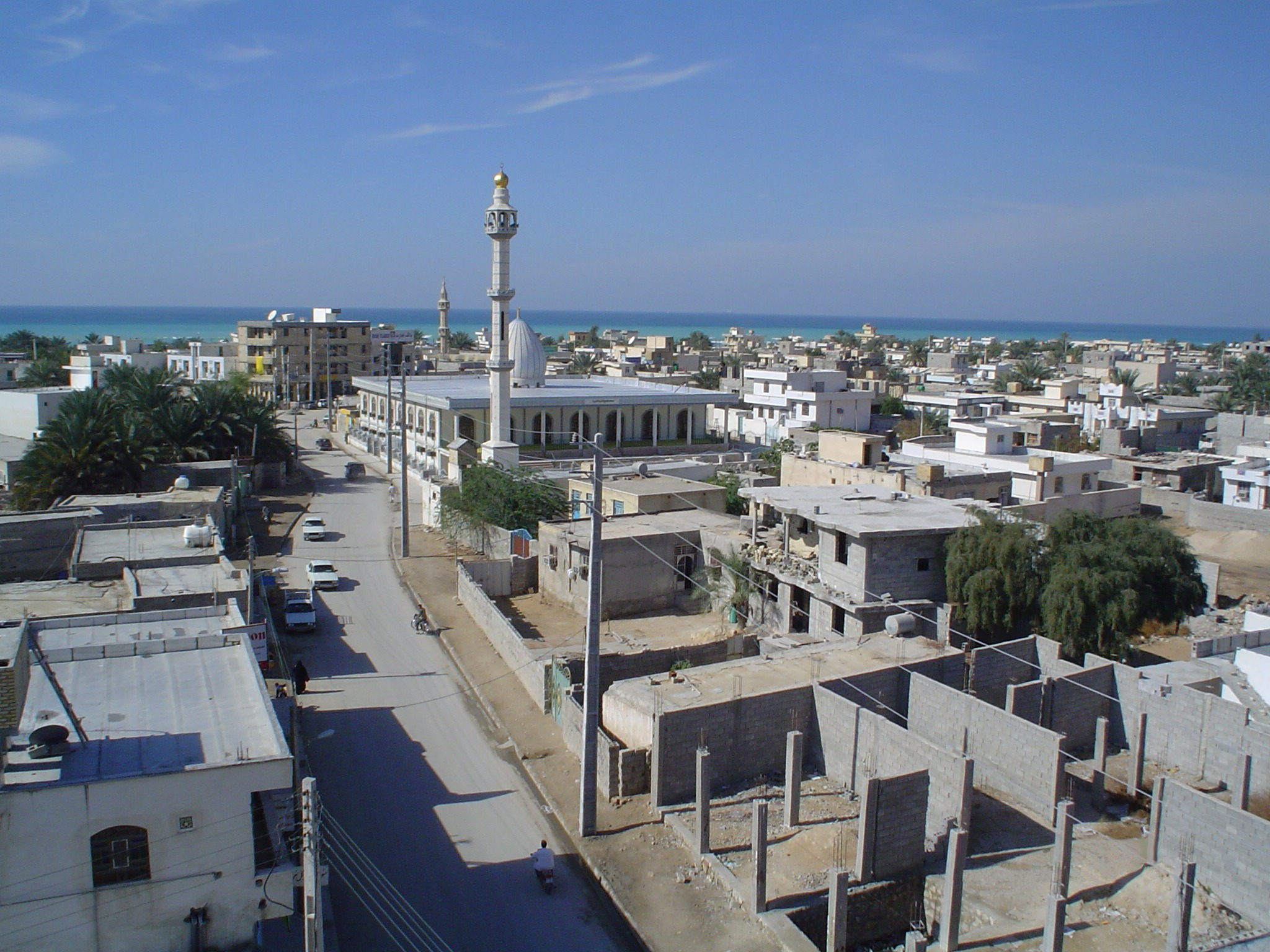
مدینه
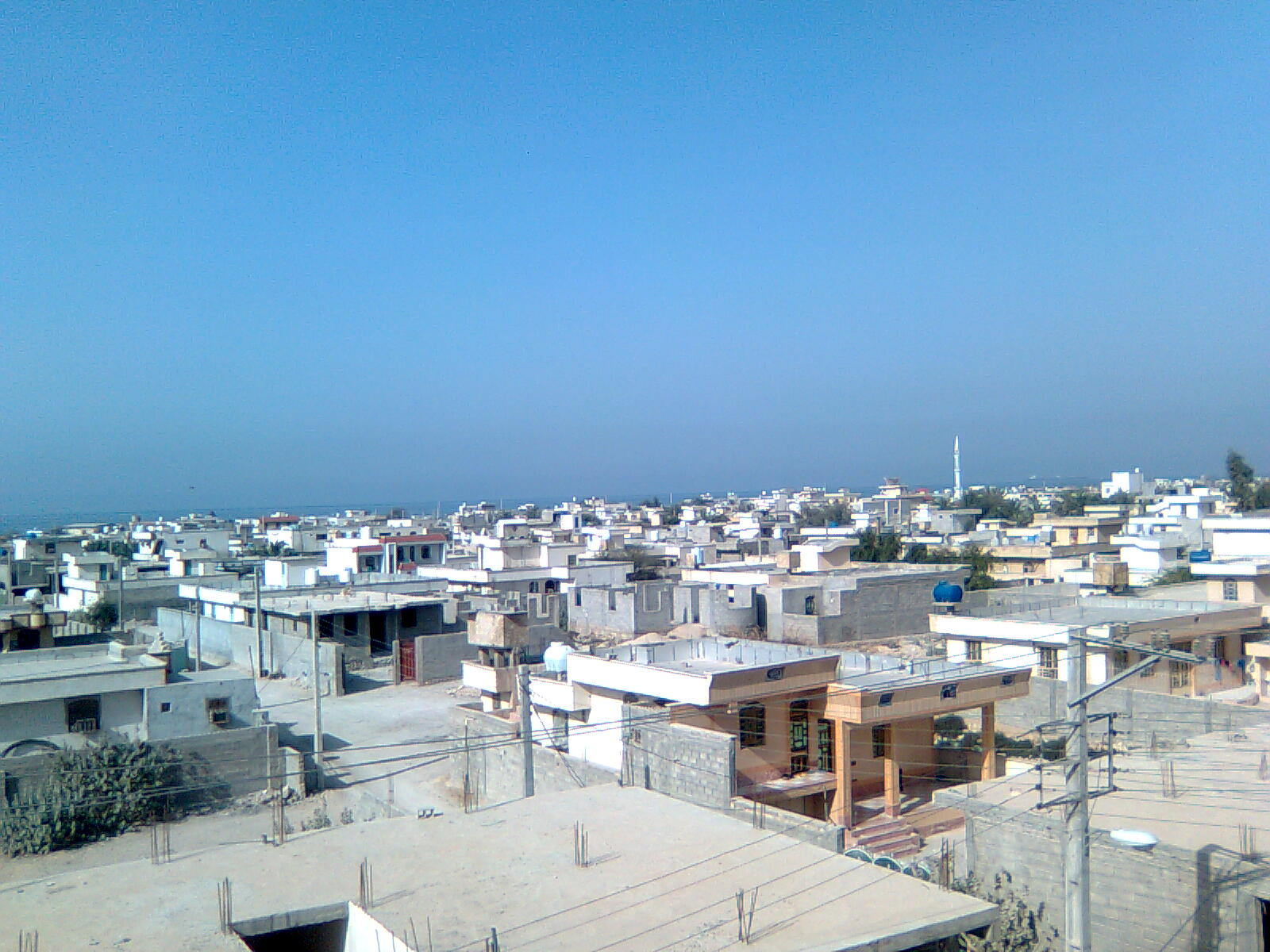
مدینه
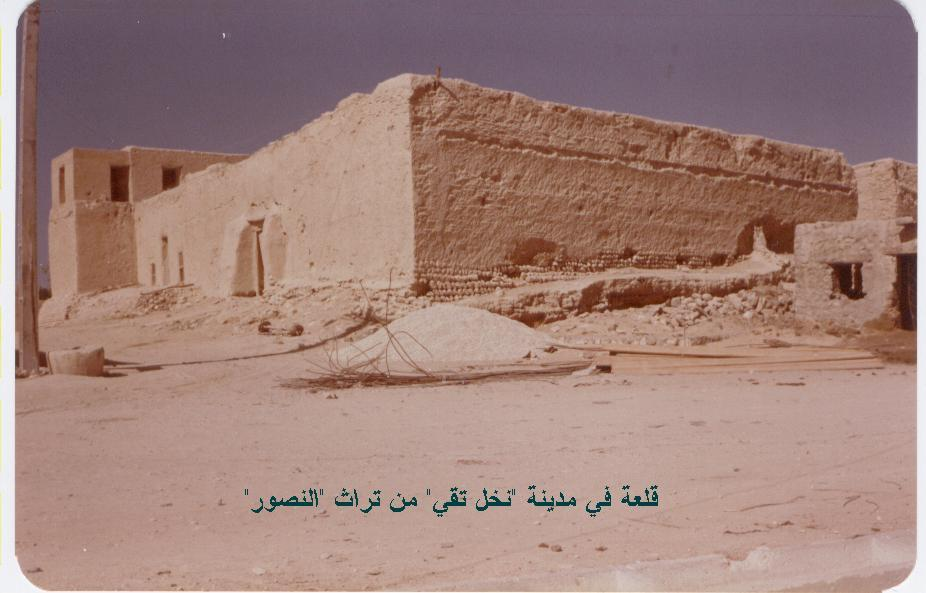
اثر قدیمی
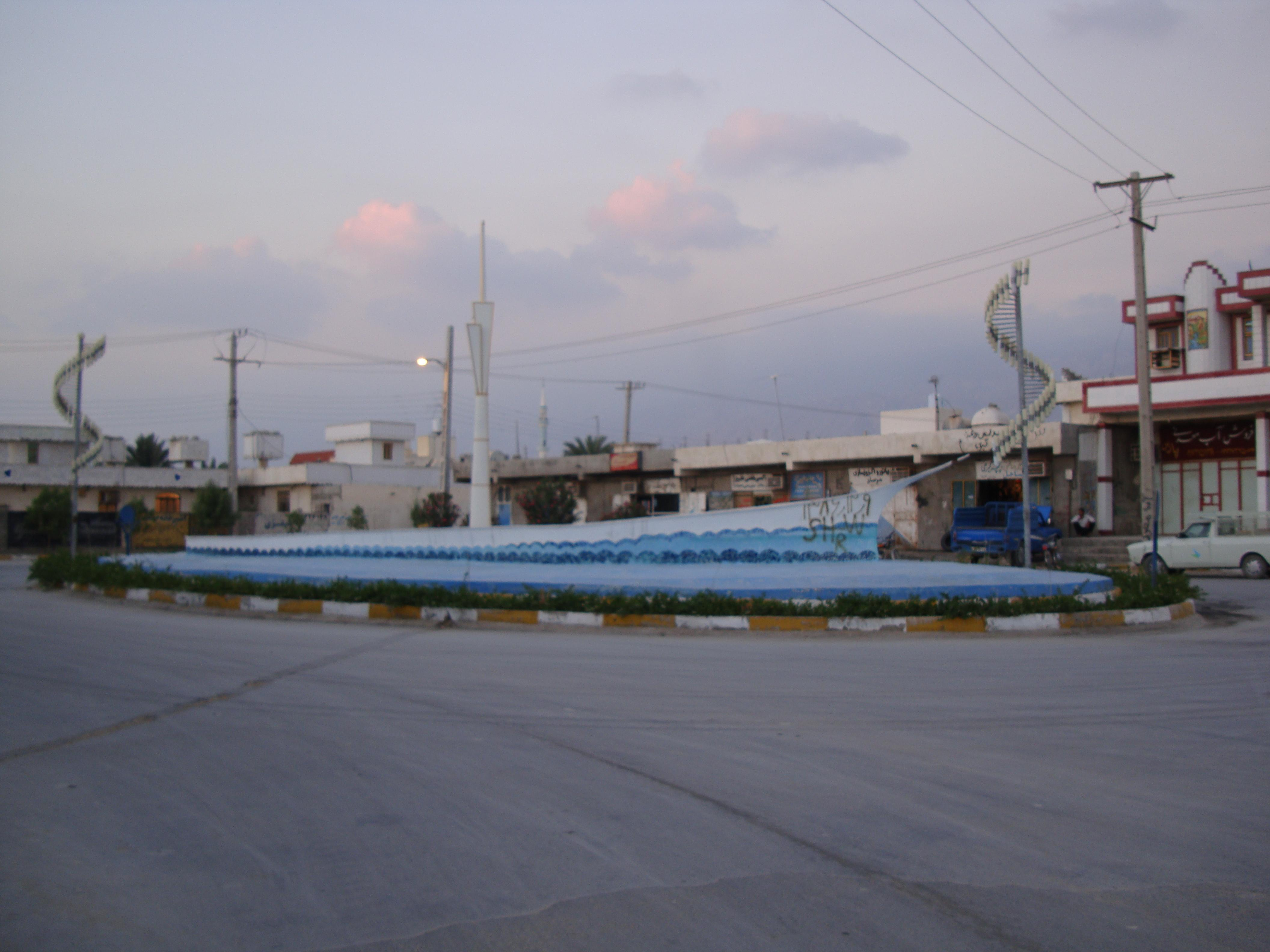
مدینه
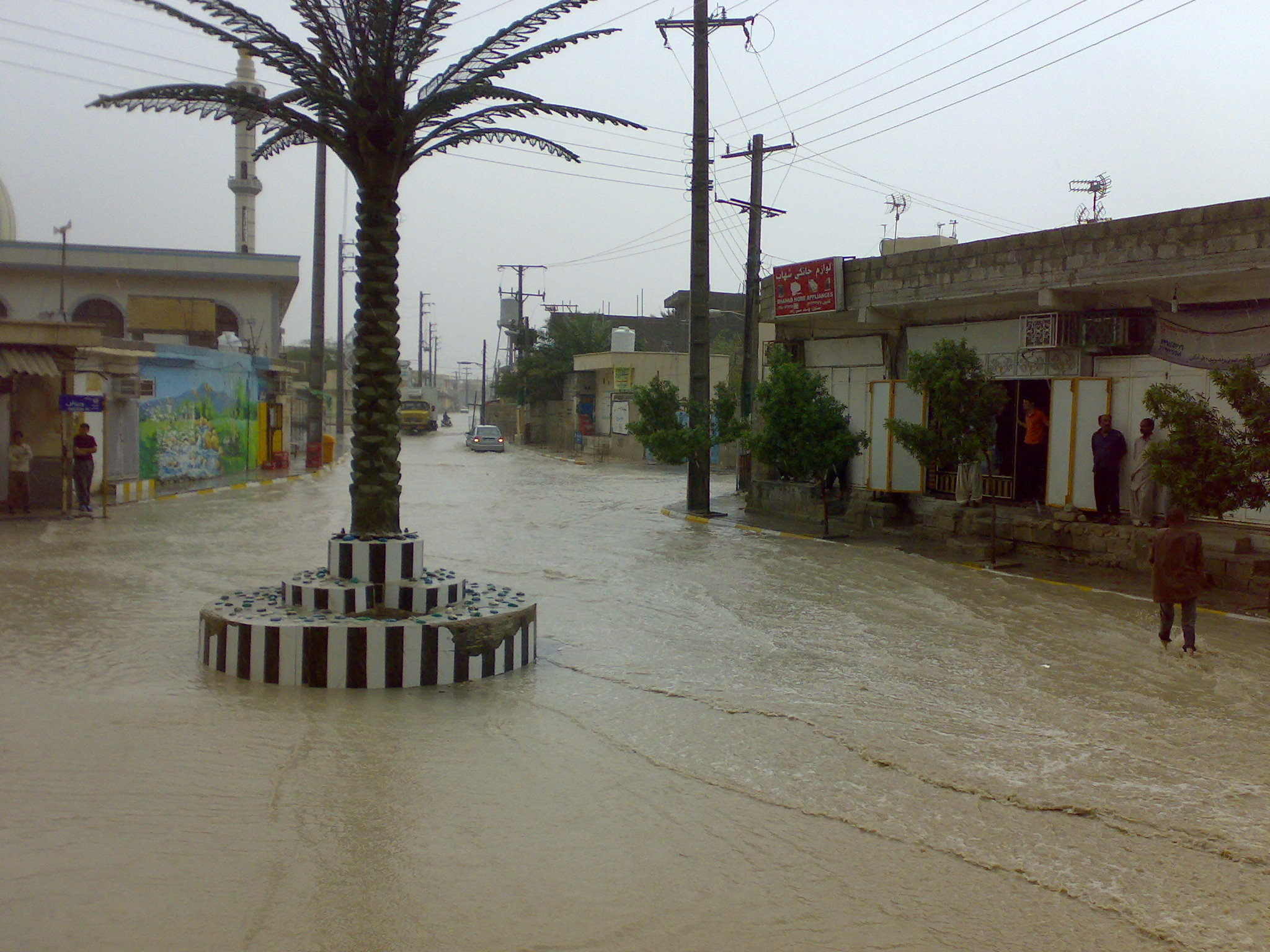
مدینه
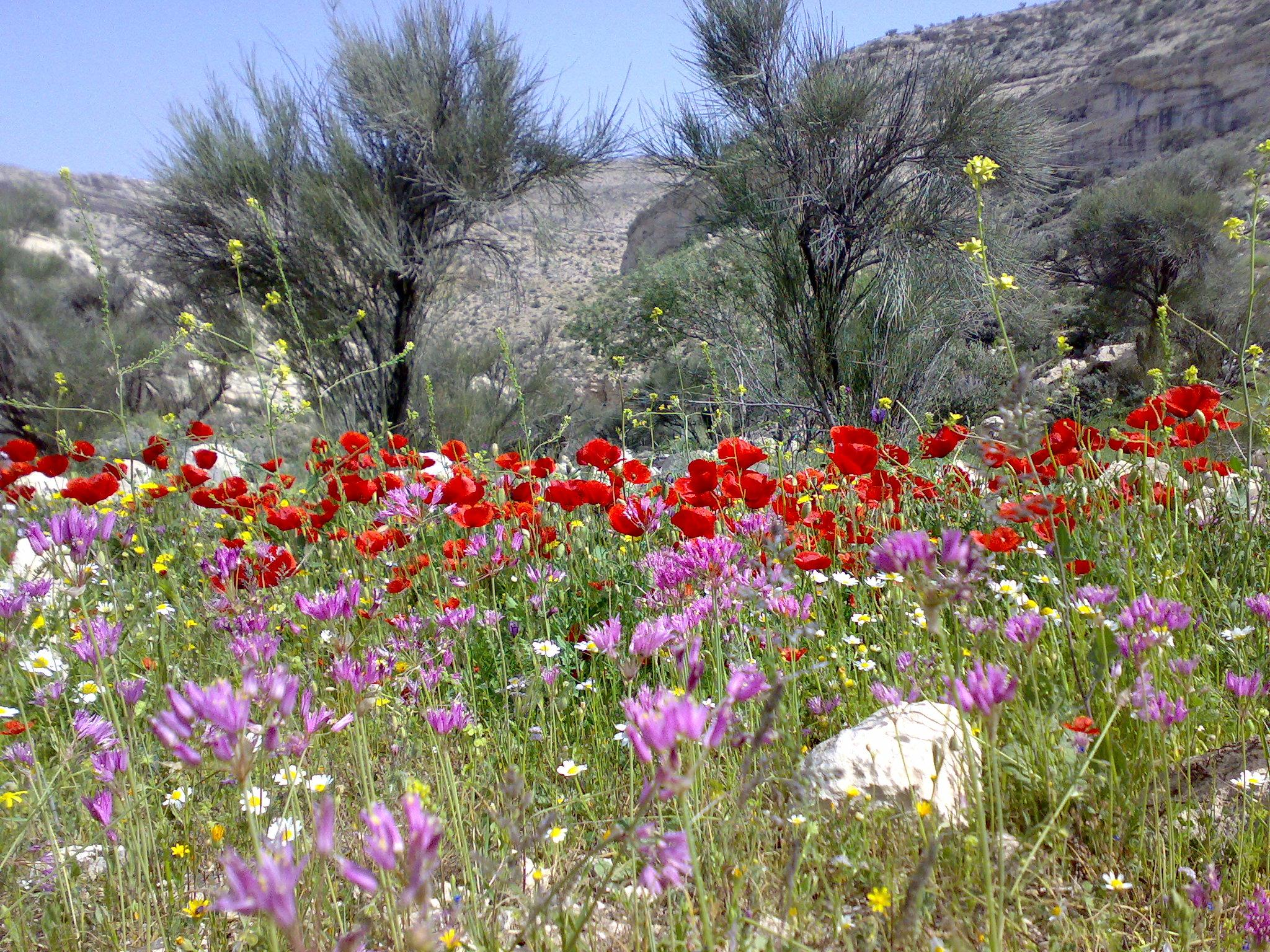
طبیعت